# Публичная библиотека (Кольмар)
Публичная библиотека в Кольмаре — библиотека во французском городе Кольмаре, в которой хранится большое количество средневековых книг и рукописей. Одна из достопримечательностей города, расположена в бывшем здании доминиканского монастыря.

## История
Публичная библиотека в Кольмаре расположена в здании бывшего доминиканского монастыря. В октябре 1278 года в Кольмар прибыли братья-доминиканцы, до этого в городе были доминиканские сестры Уинтерлинден. В 1283 году началось строительство церкви. Братья-доминиканцы могли получать гуманитарное образование в школе, которое тогда было университетским образованием.
Во время революции бывшие здания монастыря были конфискованы. В 1951 году в этих зданиях расположилась богатая родовая коллекция публичной библиотеки. Библиотеку построили вокруг конфискованной библиотеки аббатства Мурбах, она содержит не менее 1200 рукописей. Самая старая из этих рукописей датирована VIII веком. В этом здании содержится 50 000 томов, датированных VI веком, коллекция из 25 000 эльзасских документов, которые в том числе содержат нумизматическую и иконографическую информацию. Там есть общественный читальный зал и медиатека, которые переведены в здания бывшей больницы в 2012 году.
Публичная библиотека Кольмара содержит научные книги, литературу, которая публиковалась на разных языках.
В воскресенье библиотека закрыта. В понедельник и вторник библиотека работает с 9 утра до 12 часов дня и с 14:00 до 16:00. Со среды по пятницу с 9 утра до 12:00 часов дня и с 14:30 до 18:30. В субботу библиотека открыта с 9 часов утра и до 16:00 часов дня.
Библиотека расположена по адресу 1 Place des Martyrs de la Résistance.